# アンダーソン局在
アンダーソン局在(Anderson localization)は、物質中のポテンシャルが無秩序な場合に、電子の波動関数が空間的に局在する現象のこと。

## 概要
1958年にフィリップ・アンダーソンが初めてその可能性を指摘した。
その後にネヴィル・モットが多くの物理的考察を行い、その多くが実験などによって実証されたので、現在では無秩序系における電子物性の基本的な性質であると考えられている。
局在状態とそうでない状態ではエネルギーレベルがはっきり分かれており、そのエネルギーレベルの境目のことを移動度端と呼ぶが、フェルミ準位が移動度端の上側か下側かによって電気的な性質は大きく変わる。
また、長さや時間のスケールを変換しても不変に保たれる性質を取り出す方法の理論はスケーリング理論と呼ばれるが、このスケーリング理論を用いることでアンダーソン局在について多くの理論的な考察がなされた。その理論的功績によりアンダーソンはノーベル賞を授与された。

## 局在の物理的描像
乱れたポテンシャルにより電子の固有状態が散乱されて、散乱された固有状態（散乱波）同士の干渉により状態が空間的に局在化する。つまり単にポテンシャルによって束縛を受けて局在しているだけの状態とは異なる。

## 関連図書
和書
- 福山秀敏：「アンダーソン局在」、物理学最前線 2、共立出版 (1983)。
- 川畑有郷：「アンダーソン局在のスケーリング理論」、物理学最前線 13、共立出版 (1985)、頁67－130。
- 小谷眞一：「ランダム・ポテンシャルの問題」、 数学、38巻、1号、岩波書店 (1986)、pp.53-61。
- 氷上忍：「ランダム・ポテンシャルの問題に対する補足」、数学、38巻、1号、岩波書店 (1986)、pp.61-65。
- 小谷眞一：（論説）「ランダム・ポテンシャルの問題 II」、数学、38巻、3号3、岩波書店 (1986)、pp.193-201。
- 第14回日本数学会彌永賞（小谷眞一）:「ランダムなポテンシャルをもつSchrödinger作用素のスペクトル理論」、数学、Vol.38、岩波書店（1986）、p.265。
- 福島正俊：「ランダムSchrödinger作用素に関する小谷理論」、数学、38巻、3号、岩波書店 (1986)、pp.266-269。
- 小沢真：「ランダム媒質のスペクトル」、数学、44巻、4号、岩波書店 (1992)、pp.306-319.
- 長岡洋介、安藤 恒也，高山一：「局在・量子ホール効果・密度波」（1章1節－2節）、現代の物理学 18、　岩波書店 (1993)。
- 大槻東巳：「不規則電子系の金属－絶縁体転移」、現代物理最前線 2、共立出版、ISBN 4-320-03387-6 (2000年5月15日)、pp.75-142。
- 小野嘉之：「金属絶縁体転移」（5章-6章）、朝倉物性物理シリーズ 1、朝倉書店（2002）。
- 伊藤公平：「モット－アンダーソン転移の臨界指数」、現代物理最前線 7、共立出版、ISBN 4-320-03392-2 (2002年12月15日)、pp.65-103。
- 勝木信吾：「メゾスコピック系」、朝倉書店、ISBN 4-254-13722-2 (2003年2月25日).
- 永尾太郎：「ランダム行列の基礎」、東京大学出版会、ISBN 978-4-13-061306-4（2005年2月21日)。
- 川畑有郷：「固体物理学」（第6章4節）、物理の考え方 3、 朝倉書店 (2007)。
- 佐宗鉄郎：「強相関電子系の物理」、日本評論社、ISBN 978-4-535-78626-4 (2009年2月20日)。
- 米沢富美子：「金属-非金属転移の物理」、(6章)、朝倉書店、ISBN 978-4-254-13110-9 (2012年10月15日)。
- P.フィリップス、樺沢宇紀(訳)：「上級固体物理学」、(13章）、丸善プラネット、ISBN 978-4-86345-258-9 (2015年7月15日)。
- 米沢富美子：「不規則系の物理：コヒーレント・ポテンシャル近似とその周辺」、(8章)、岩波書店、ISBN 978-4-00-005969-5 (2015年10月28日)。

洋書
- René Carmona、Jean Lacroix：Spectral Theory of Random Schrödinger Operators, Birkhäuser, ISBN 978-1-4612-8841-1 (1990).

## 関連記事
- 物性物理学